# Acytretyna
Acytretyna – organiczny związek chemiczny, syntetyczny, aromatyczny analog kwasu retinowego, stosowany głównie w leczeniu objawowym ciężkich postaci łuszczycy oraz zaburzeń keratynizacji skóry.

## Mechanizm działania
Mechanizm działania acytretyny nie został, jak dotąd, wyczerpująco wyjaśniony. Wiadomo jednak, że lek wpływa normalizująco na procesy odnowy, różnicowania i rogowacenia naskórka.

## Własności farmakokinetyczne
Lek osiąga w osoczu stężenie terapeutyczne po 1–4 godzinach od momentu podania. Pokarm, szczególnie bogaty w tłuszcze, wpływa dodatnio na wchłanianie preparatu. Średnia biodostępność leku wynosi średnio ok. 60%, jest ona jednak silnie uzależniona od czynników osobniczych i może przyjmować wartości od 35% do ponad 90%. Jako że acytretyna jest substancją wybitnie lipofilną, bardzo dobrze penetruje do tkanek, przenika także przez barierę krew-łożysko oraz do mleka matki. Wiąże się z białkami osocza w 99%. Acytretyna metabolizowana jest do postaci izomeru cis (13-cis-acytretyna), który następnie ulega glukoronizacji. Ostatnim etapem szlaku metabolicznego jest odłączanie łańcucha bocznego. Niewielkie ilości leku ulegają biotransformacji w etretynat. Choć sama acytretyna jest całkowicie usuwana z organizmu po 36 dniach, u leczonych tym lekiem należy brać pod uwagę możliwość powstawania etretynatu, którego okres półtrwania wynosi ok. 120 dni.

## Wskazania
Lek stosowany jest w leczeniu objawowym ciężkich postaci łuszczycy, przede wszystkim jednak łuszczycy krostkowej, łuszczycowym zapaleniu stawów, łuszczycy erytrodermicznej. Wskazaniem do stosowania leku są również inne, ciężkie i niepoddające się innym metodom leczenia, postacie łuszczycy, a także rybia łuska, łupież czerwony mieszkowy, choroba Dariera.
Lek hamuje rozwój nieczerniakowych nowotworów skóry u pacjentów po przeszczepie narządów i może być stosowany w chemoprewencji nowotworów skóry – u chorych po przeszczepie narządów nowotwory skóry są najczęściej występującymi nowotworami złośliwymi. Dla pozytywnego efektu konieczne jest długoterminowe leczenie acytretyną.
Dowiedziono skuteczności leczenia acytretyną rzadkiego przypadku choroby Grovera.

### Wskazania do stosowania zarejestrowane w Polsce
Rozległe i ciężkie, oporne na leczenie postacie łuszczycy, takie jak:
- łuszczyca erytrodermiczna;
- uogólniona lub miejscowa łuszczyca krostkowa (np. łuszczyca krostkowa dłoni i stóp).

Ciężkie zaburzenia rogowacenia skóry, które nie poddają się innym metodom leczenia, takie jak:
- wrodzona rybia łuska i rybołuskowate zapalenie skóry;
- łupież czerwony mieszkowy;
- choroba Dariera.

Liszaj płaski skóry i błon śluzowych.
Inne ciężkie, oporne na leczenie postacie zapalenia skóry, charakteryzujące się wadliwym i (lub) nadmiernym rogowaceniem.

## Szczególne środki ostrożności
Zgodnie z zaleceniami producenta, stosowanie acytretyny u kobiet w wieku rozrodczym jest możliwe dopiero wtedy, gdy spełnione zostaną wszystkie z poniższych punktów:
1. Pacjentka cierpi na ciężką postać łuszczycy lub oporną na inne metody leczenia.
2. Pacjentka zobowiązuje się do ścisłego przestrzegania zaleceń lekarza.
3. Nie stwierdzono u pacjentki przeciwwskazań do stosowania antykoncepcji.
4. Pacjentka akceptuje i stosuje skuteczne metody antykoncepcji w sposób ciągły, począwszy od 4. tygodnia przed rozpoczęciem podawania leku aż do dwóch lat od momentu zakończenia terapii.
5. Podawanie leku może się rozpocząć dopiero w 2–3 dniu następnej, normalnej miesiączki po rozpoczęciu leczenia antykoncepcyjnego.
6. Stwierdzono u pacjentki negatywny wynik testu ciążowego, przeprowadzonego na 2 tygodnie przed rozpocząciem leczenia. Zaleca się przeprowadzanie takich testów co miesiąc w czasie trwania leczenia acytretyną.
7. Pacjentka została poinformowana o działaniu teratogennym leku.
8. Pacjentka jest świadoma, że powyższych zasad należy przestrzegać w przypadku każdego ponownego leczenia acytretyną, bez względu na to, jak długi był odstęp czasu między poprzednim cyklem leczenia.

Poza tym, należy zwracać szczególną uwagę na:
- chorych na cukrzycę – acytretyna może powodować zmniejszoną tolerancję glukozy, należy więc, przez pierwsze 3 miesiące leczenia, często kontrolować jej stężenie we krwi,
- stan wątroby oraz poziom cholesterolu i trójglicerydów we krwi – w przypadku utrzymujących się niekorzystnych wyników badań należy przerwać podawanie acytretyny lub zmniejszyć jej dawkę.

## Przeciwwskazania
Acytretyna, a także jej metabolit – etretynat – działają silnie teratogennie, powodując m.in. odmóżdżenie płodu. Nie wolno stosować w okresie ciąży i karmienia piersią.
- kobiety w wieku rozrodczym, jeśli nie chcą lub nie mogą stosować skutecznej antykoncepcji,
- znaczne upośledzenie czynności wątroby lub nerek oraz wysoki, przewlekły poziom lipidów we krwi,
- nadwrażliwość na acytretynę lub jakikolwiek inny składnik preparatu,
- nadwrażliwość na retinoidy,
- nie podawać łącznie z tetracyklinami, metotreksatem i witaminą A.

Osoby, które były leczone acytretyną, nie powinny być dawcami krwi.

## Interakcje
Alkohol etylowy, spożywany w czasie leczenia acytretyną, powoduje zwiększone powstawanie etretynatu. Mechanizm tego działania nie został ustalony, nie wiadomo również, czy i jakie inne substancje mogą brać udział w tej reakcji. Należy więc powstrzymywać się od przyjmowania etanolu przez cały okres leczenia aż do dwóch miesięcy od jego zakończenia. Podawanie łącznie z metotreksatem powoduje zwiększone ryzyko zapalenia wątroby. Acytretyna, podawana łącznie z tetracyklinami, może spowodować wzrost ciśnienia wewnątrzczaszkowego. Lek zmniejsza zdolność fenytoiny do wiązania z białkami. Podczas leczenia acytretyną nie należy podawać witaminy A lub preparatów ją zawierających, ze względu na duże ryzyko wystąpienia hiperwitaminozy A.

## Działania niepożądane
Objawy niepożądane pojawiają się u wszystkich chorych leczonych acytretyną i mają związek ze stosowaną dawką. Do najczęstszych objawów ubocznych należą te charakterystyczne dla hiperwitaminozy A, a mianowicie:
- suchość skóry i wysychanie błon śluzowych oczu, nosa, jamy ustnej,
- zapalenie czerwieni wargowej, zajady,
- krwawienia z nosa,
- nietolerancja szkieł kontaktowych,
- bóle kostno-mięśniowe i bóle głowy,
- łysienie telogenowe i zwiększona łamliwość paznokci,
- upośledzenie widzenia nocnego.

Długotrwałe podawanie acytretyny może powodować hiperostozę i zwapnienia pozaszkieletowe. Obserwuje się także wzrost stężenia enzymów wątrobowych, hipercholesterolemię i hipertrójglicerydemię, szczególnie wśród chorych z grup ryzyka.

## Preparaty
Dostępne w Polsce preparaty proste to Acitren i Neotigason.